# Голоценовий календар
Голоценовий календар — популярна назва для Голоцену або Людської ери — система нумерації років, близька до астрономічного запису років, але перша додає до неї 10 000, розміщуючи свій перший рік на старті Людської ери (початок людської цивілізації), апроксимація епохи голоцену (після льодовикового періоду) для більш простого геологічного, археологічного, дендрохронологічного і історичного датування. Нинішній григоріанський рік може бути трансформований простим розміщенням одиниці перед ним (наприклад, 2020 рік н. е. відповідає 12020 року голоценової епохи). Людська ера була уперше запропонована Чезаре Еміліані в 1993 році (11993 л. е.).

## Мотивація
Пропозиція Чезаре Еміліані щодо зміни літочислення мала на меті вирішити низку проблем з найбільш поширеною на сьогодні ерою Anno Domini, яку також називають нашою ерою, за якою нумеруються роки загальноприйнятого світового календаря. Ці проблеми включають в себе наступні:
- Роки до н. е./н. е. відраховуються у зворотньому порядку при переході від минулого до майбутнього, що ускладнює обчислення часових проміжків.
- Епоха Anno Domini не має «нульового» року, тобто за 1 р. до н. е. одразу слідує 1 р. н. е., що ще більше ускладнює обчислення часових проміжків.
- Дата народження Ісуса є менш універсальною епохальною подією, ніж приблизний початок голоцену.
- Також, Anno Domini базується на спірних оцінках року народження Ісуса з Назарету. Епоха відносить рік народження Ісуса до 1 року нашої ери, але пізніші оцінки вказують, що більш ймовірно, він народився в 4 році до н. е. або раніше.[4]

Натомість, календар голоцену використовує «початок людської ери» як свою епохальну подію, умовно визначену як 10 000 років до н. е., таким чином що 1 рік н. е. відповідає 10 001 р. л. е. Це є приблизним наближенням часу початку сучасної геологічної епохи — голоцену, а також виникнення людської цивілізації (виникнення перших поселень, сільського господарства й т.ін.). Таким чином, вирішується проблема універсальності епохальної події, водночас зберігаючи легкість перетворення дат. Ще однією перевагою є те, що голоценова ера починається раніше за інші календарні епохи, тому вона може бути корисною для порівняння і конвертації дат з різних календарів.

### Точність
Коли Еміліані обговорював календар у статті 1994 року, він згадував, що не було згоди щодо дати початку епохи голоцену, а оцінки на той час коливалися між 12 700 і 10 970 роками до нашої ери. Консенсусна точка зору була офіційно прийнята IUGS у 2013 році, визначивши початок голоцену за 11 700 років до 2000 року (9701 р. до н. е.), що приблизно на 300 років пізніше, ніж епоха календаря голоцену.

## Перетворення
Перетворення сучасних дат на дати голоценового календарю тривіальне: потрібно перед чотиризначним номером року дописати одиницю:
- 2025 рік н. е. відповідає 12025 року л. е.

| Григоріанський календар | ISO 8601 | Голоценовий календар | Подія                                                                          |
| ----------------------- | -------- | -------------------- | ------------------------------------------------------------------------------ |
| 10002 до н. е.          | -10001   | -1 л. е.             |                                                                                |
| 10001 до н. е.          | -10000   | 0 л. е.              |                                                                                |
| 10000 до н. е.          | −9999    | 1 л. е.              | Початок голоценової ери                                                        |
| 9701 до н. е.           | −9700    | 300 л. е.            | Кінець геологічної епохи плейстоцену та початок епохи голоцену                 |
| 4714 до н. е.           | −4713    | 5287 л. е.           | Рік відліку юліанської системи                                                 |
| 3761 до н. е.           | −3760    | 6240 л. е.           | Початок Anno Mundi єврейського календарю                                       |
| 3102 до н. е.           | −3101    | 6899 л. е.           | Початок Калі-юґи в Індуській космології                                        |
| 45 до н. е.             | −0044    | 9956 л. е.           | Запровадження юліанського календаря                                            |
| 1 до н. е.              | +0000    | 10000 л. е.          | Нульовий рік у ISO 8601                                                        |
| 1 н. е.                 | +0001    | 10001 л. е.          | Початок нашої ери й Anno Domini, за оцінкою Діонісія Малого про втілення Ісуса |
| 622 н. е.               | +0622    | 10622 л. е.          | Переселення Магомета з Мекки до Медини, початок ісламського літочислення       |
| 1582 н. е.              | +1582    | 11582 л. е.          | Запровадження григоріанського календаря                                        |
| 1950 н. е.              | +1950    | 11950 л. е.          | Початок у системі «до теперішнього часу»                                       |
| 1960 н. е.              | +1960    | 11960 л. е.          | Епоха UTC                                                                      |
| 1970 н. е.              | +1970    | 11970 л. е.          | Початок часу Unix                                                              |
| 1993 н. е.              | +1993    | 11993 л. е.          | Публікація голоценового календаря                                              |
| 2025 н. е.              | +2025    | 12025 л. е.          | Поточний рік                                                                   |
| 10000 н. е.             | +10000   | 20000 л. е.          |                                                                                |